# Чёрная (нижний приток Усты)
Эта статья о нижнем притоке Усты, статья о реке Чёрная — верхнем притоке Усты находится здесь

Чёрная — река в России, протекает в Уренском, Варнавинском и Краснобаковском районах Нижегородской области. Устье реки находится в 68 км по правому берегу реки Уста. Длина реки составляет 61 км, площадь водосборного бассейна 540 км². В 32 км от устья принимает слева реку Большой Байбаш.
Исток Чёрной находится в лесах в 20 км к северо-западу от города Урень. Преимущественное направление течения — юг, русло сильно извилистое. Всё течение реки проходит по лесному массиву, река собирает воду многочисленных небольших лесных речек, крупнейшие из которых — Большой Байбаш (левый) и Кумбра (правый). В среднем течении на реке стоят посёлок Лесокомбината и село Чёрное, ниже река протекает двумя километрами восточнее посёлка и станции Шеманиха. В среднем течении некоторое время образует границу Уренского и Варнавинского районов. Впадает в Усту восточнее деревни Быструха.

## Данные водного реестра
По данным государственного водного реестра России относится к Верхневолжскому бассейновому округу, водохозяйственный участок реки — Ветлуга от города Ветлуга и до устья, речной подбассейн реки — Волга от впадения Оки до Куйбышевского водохранилища (без бассейна Суры). Речной бассейн реки — (Верхняя) Волга до Куйбышевского водохранилища (без бассейна Оки).
По данным геоинформационной системы водохозяйственного районирования территории РФ, подготовленной Федеральным агентством водных ресурсов:
- Код водного объекта в государственном водном реестре — 08010400212110000043410
- Код по гидрологической изученности (ГИ) — 110004341
- Код бассейна — 08.01.04.002
- Номер тома по ГИ — 10
- Выпуск по ГИ — 0